# Saint-Didier-en-Bresse
Saint-Didier-en-Bresse este o comună în departamentul Saône-et-Loire, Franța. În 2009 avea o populație de 162 de locuitori.

## Evoluția populației
| An        | 1975 | 1982 | 1990 | 1999 | 2006 | 2009 |
| --------- | ---- | ---- | ---- | ---- | ---- | ---- |
| Populație | 129  | 160  | 158  | 154  | 162  | 162  |